# Penta-Acquatella
Penta-Acquatella (kors. A Penta è Acquatella) – miejscowość i gmina we Francji, w regionie Korsyka, w departamencie Górna Korsyka.
Według danych na rok 1990 gminę zamieszkiwało 37 osób, a gęstość zaludnienia wynosiła 12 osób/km².